# 카를로스 비안치
카를로스 아르세시오 비안치(스페인어: Carlos Arcesio Bianchi, 1949년 4월 26일, 부에노스 아이레스 ~)는 총독(El Virrey)라는 별칭으로도 알려진 아르헨티나의 전직 축구 선수이자 감독이다. 많은 득점을 올린 골잡이인 그는 아르헨티나와 프랑스에서 공격수로 명성을 날린 것으로 알려져 있으며, 벨레스 사르스피엘드와 보카 주니어스를 이끌고 역대급으로 화려한 시기를 장식했으며, 다수의 대회 우승으로 이끌었다. 비안치는 코파 리베르타도레스를 4번 우승한 유일한 감독이다. 그가 가장 마지막으로 사령탑을 맡은 구단은 보카 주니어스다. 보카 주니어스와 벨레스 사르스피엘드 모두 그를 위한 동상을 경기장 앞에 세웠다.

## 생애
부에노스 아이레스 출신인 비안치는 중산층 가정에서 유년 시절을 보냈다. 1972년, 그는 마거릿 메리 피야를 배우자로 맞이하여 슬하에 두 자식을 두었다: 마우로 카를로스와 브렌다. 현재 그는 4명의 손주를 두고 있다: 마우로의 아들들인 파울, 카를로스, 그리고 루이스와 브렌다와 우라칸 수비수 에두아르도 도밍게스 사이에서 난 마테오. 그의 부친은 상인으로 활동하며 1부 리그의 구단이자, 유년 시절에 지지했던 벨레스 사르스피엘드 선수로 신고식을 치르기 전까지 가업을 도왔다.
벨레스 사르스피엘드 감독 시절, 빅토르 우고 모랄레스 스포츠 기자는 그를 "총독"(Virrey)이라는 별칭으로 수식되었다. 그의 별칭은 축구와 역사적인 영역에서 비안치가 선수와 감독으로서 벨레스 사르스피엘드에 수 차례 우승을 선사한 데에서 유래했다. 구단의 연고지는 리니에르스로, 19세기 초 리오 데 라 플라타 총독령의 리니에르스 총독령의 명칭과 비슷한 데에서 유래했다.

## 클럽 경력

### 국내 무대를 평정하기까지

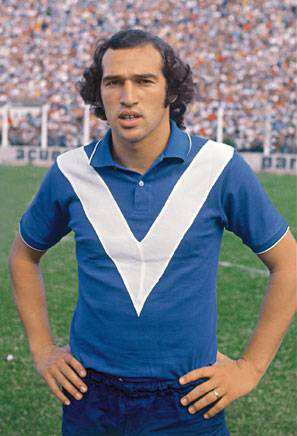
1970년대, 벨레스 사르스피엘드의 비안치

다른 아르헨티나 선수들과 마찬가지로, 비안치는 "유소년부" 축구로 입문하였는데, 그가 처음 접한 유소년 축구는 풋살의 5인 변형의 일종으로 파케이, 시멘트, 혹은 합성 잔디 등의 표면 위에서 경기를 했다. 11세가 되었을 때, 비안치는 벨레스 사르스피엘드의 위성 구단이기도 한 시클론 데 혼테에 입단하였다. 구단의 수뇌부가 비안치의 잠재성을 알아보고 벨레스 사르스피엘드 유소년부에서 활약할 것을 제의했다. 그는 거의 16세가 되었을 때, 3부 리그 선수단으로 올라섰다.
빅토리아노 스피네토는 비안치가 18세가 되자 벨레스 사르스피엘드의 1군으로 불러들여 1-1로 비긴 보카 주니어스와의 경기에서 성인 무대 첫 발을 내딛을 수 있도록 했다. 1년 후, 비안치는 1968년 7월 7일에 아르헨티노스 주니어스와의 경기에서 첫 1부 리그 득점에 성공했다. 그로부터 1주 후에는, 비안치는 아마데오 카리소가 769분으로 가장 오래 동안 지키던 득점 기록을 갈아치웠다.
불과 19세가 되었을 때, 비안치는 1968 전국 선수권 대회 를 우승할 당시 주역이었고, 1970 전국 리그에서는 18골로 득점왕에 올랐으며, 1971 메트로폴리탄 리그에서는 36골을 기록했다. 그의 경이로운 활약은 오마르 웨베의 중상과 겹쳐 비안치가 벨레스 사르스피엘드의 중앙 공격수로 화력을 집중할 수 있게 했다.

### 유럽 무대에서의 활약
1973년, 비안치는 프랑스 디비시옹 1의 랭스로 이적했다. 이적 1년차에 비안치는 30골을 득점해 적응기 없이 득점왕에 올랐다. 그가 거둔 가장 인상적인 성과로는 6-1로 이긴 파리 생제르맹전에서 6골을 혼자 기록한 것이 있었다. 비안치는 파르크 데 프랭스에서 열린 바르셀로나와의 친선경기에서 중상을 당하면서 시즌을 통째로 결장했다. 부상 복귀 후, 비안치는 다시 득점왕으로 등극했는데, 1975-76 시즌에는 34골로, 1976-77 시즌에는 28골로 리그 최고의 골잡이임을 과시했다.
랭스 시절, 비안치는 4년 동안 107골을 기록하는 경이로운 득점력을 선보였는데, 1974, 1976, 1977년에 각각 30골, 34골, 그리고 28골로 디비시옹 1의 최강 공격수임을 증명했다. 1977년, 그는 파리 생제르맹으로 이적해 2년 동안 리그 득점왕으로 등극했다. 그가 1977년에 파리 생제르맹으로 이적한 사유로는 랭스의 재정난 때문이었다.
파리 연구 일원으로의 1년차에 비안치는 38경기에서 37골을 폭격해 시즌 최우수 선수로도 선정되었다. 그 다음 시즌인 1978-79 시즌, 비안치는 27골로 또 득점왕에 올랐다. 이러한 특출한 활약에도 불구하고, 파리 생제르맹은 2년 모두 빈손으로 마무리했고, 선수단 자체의 활약도 형편없어서 리그에서 같은 기간 동안 11위, 13위의 성적을 냈다. 그에 따라, 비안치는 더 경쟁력 있는 구단으로 이적하기로 결심했다.
| “ | 제가 선수단에 합류했을 당시 파리 생제르맹은 골 결정력이 부족한 평범한 구단이었습니다. 이에도 불구하고, 저는 파리에 도착한 1년차에 38경기에서 37골을 넣었어요. 저는 공이 어디에 올 지를 훤히 보아, 본능이 있나봐요. 골을 넣는 일은 제 천직인 것 같습니다. | ” |

1979-80 시즌, 그는 스트라스부르로 이적했지만, 별 큰 성과를 거두지 못했고, 8골을 넣는 데 그쳤다. 비안치는 1980년에 벨레스 사르스피엘드로 이적해 고향 무대에 복귀했고, 그는 1981년에 15골로 득점왕에 또 올랐다. 그는 1984년에 랭스로 돌아가 1년 뒤 축구화를 벗었다.
비안치는 206골로 벨레스 사르스피엘드의 역대 최다 득점자이며, 아르헨티나 축구 전체로는 역대 최다 득점 9위에 이름을 올렸다. 그는 179골로 프랑스 리그 역사상 9번째로 많은 득점을 기록한 선수이기도 하다. 은퇴 후, 비안치는 FIFA로부터 아르헨티나 1부 리그 역사상 최다 득점자임을 인정받았는데, 그는 모든 대회 385골을 넣었기 때문에,(아르헨티나에서 206골, 프랑스에서 179골) 알프레도 디 스테파노 (377골), 델리오 온니스(352골, 아르헨티나에서 53골, 프랑스에서 299골)를 제쳤는데, 이는 감독으로서의 행보로 가려져 선수 시절과는 상이하게 잘 알려지지 못했다. 카를로스 비안치는 1부 리그 축구 역사상 최다 득점 8위에 오른 선수이기도 하다.
그는 1970년부터 1972년까지 아르헨티나 국가대표팀 경기에 14번 출전해 7골을 기록했다.

### 벨레스 사르스피엘드 복귀

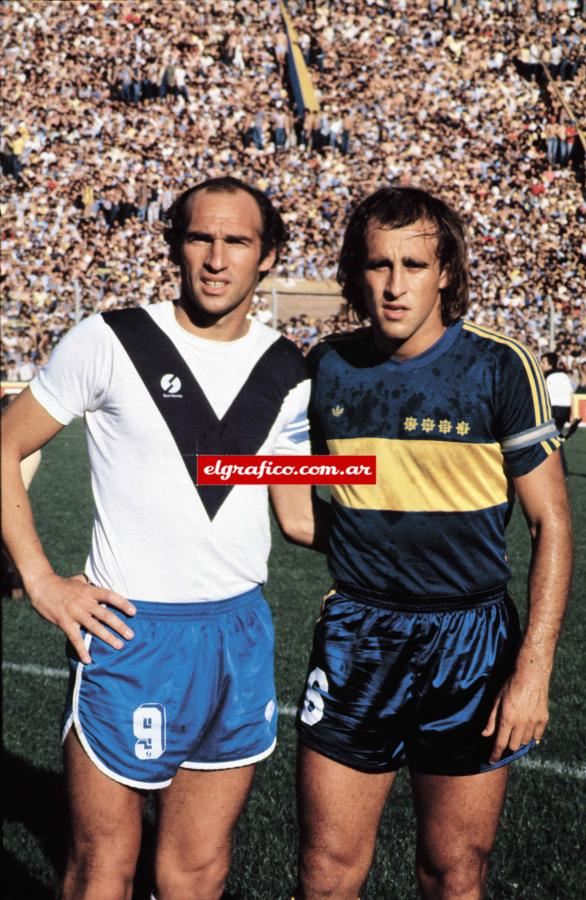
1981년, 비안치는 벨레스 사르스피엘드에 복귀했다. 이 사진에서 그는 1981년에 보카 주니어스의 전설 로베르토 모우소와 촬영했다

프랑스 리그 시즌이 끝나고, 비안치는 고향 무대로 복귀해 벨레스 사르스피엘드에 입단했고, 15골로 1981 전국 리그 득점왕이 되었다. 그는 1984년 메트로폴리탄 리그를 끝으로 떠났는데, 1984년 7월 1일에 호세 아말피타니 경기장 1-2로 패한 보카 주니어스와의 경기를 끝으로 벨레스 사르스피엘드를 떠났다. 비안치는 206골을 기록해 벨레스 사르스피엘드 역대 최고의 골잡이이며, 324경기에 등장했다.

### 프랑스 무대 은퇴
비안치는 1984-85 시즌에 랭스에 입단하며 프랑스 축구계에 복귀했고, 당시 복귀한 유럽 무대 처음 몸담았던 구단은 디비시옹 2로 떨어졌다. 이에도 불구하고, 구단은 부진을 반복했고, 결국 A조 12위로 마무리했다. 비안치는 전성기 시절처럼 많은 득점을 올릴 수 없었다. 그는 1년 동안 8골에 그쳤고, 이후 축구화를 벗었다. 이에도 불구하고, 비안치는 랭스에 남았지만, 전성기 시절의 활약상을 재현하기에는 역부족이었다. 그는 시즌 내내 8골만 득점했고, 이후 비안치는 축구화를 벗었다. 이에도 불구하고, 비안치는 감독이 되어 랭스와 그대로 동행했고, 감독을 맡아 1985-86 시즌에는 선수단을 이끌었다.

## 경력 통계
역대 최고의 공격수로 손꼽히는 비안치는 프랑스와 아르헨티나 무대에서 모두 인상적인 득점기록을 남겼다. 그는 206골로 벨레스 사르스피엘드 역사상 최다 득점자이다. 그는 179골로 디비시옹 1 역대 최다 득점자로 이름을 올리기도 했다.

## 감독 경력

### 프랑스
비안치는 1985년 3월, 랭스(그의 선수 은퇴무대) 감독으로 취임해 감독일을 시작했고, 2부 리그 감독직을 3년을 역임하였으나, 쿠프 드 프랑스 준결승 진출 2회에도 불구하고 리그 1 승격에 실패했다. 랭스 임기가 끝나고, 비안치는 리그 1의 니스로 둥지를 옮겨 1989년부터 1990년까지 24경기를 주관했다. 니스는 스트라스부르와의 플레이오프전에서 합계 7-3으로 이기고 1부 리그 잔류에 성공했다.
비안치가 니스를 떠난 후, 그는 파리 감독으로 2년(1991-1992)을 보냈다.

### 아르헨티나 무대
비안치는 1992년 12월에 벨레스 사르스피엘드 감독직을 수락하며 모국의 친정 구단0에 복귀했는데 에두아르도 루한 마네라를 대신하게 되었다. 그가 주관한 처음 2경기는 1993년 2월 21일에 열린 데포르티보 에스파뇰과의 경기로, 오마르 아사드가 혼자 2골을 넣어 1993년 클라우수라 첫 경기에서 2-0 승리를 견인했다. 벨레스는 19경기에서 27점을 수확해 개인 통산 2번째 리그 우승을 거두었다.
아르헨티나 리그를 제패함에 따라, 벨레스는 코파 리베르타도레스 본선행에 성공해, 같은 도시의 보카 주니어스와 브라질의 크루제이루와 파우메이라스 등 쟁쟁한 선수단과 편성되었다. 이에도 불구하고, 벨레스는 1위로 다음 라운드에 넘어갔다. 벨레스는 이후 데펜소르, 미네르벤, 그리고 아틀레티코 주니오르를 제치고 결승에서 상 파울루와 만났다. 두 구단은 서로 1승씩 챙겼고, 두 경기의 점수는 동일했다. 승부차기를 통해 우승자가 결정되었다. 호세 루이스 칠라베르트가 한 발로 찬 공을 로베르토 폼페이가 기록했고, 벨레스 사르스피엘드는 사상 첫 코파 리베르타도레스 우승을 거두었다.
이어서 인터콘티넨털컵에 참가해 비안치는 벨레스 사르스피엘드를 이끌고 밀란을 2-0으로 격퇴했다.

### 클럽
출처:
| 구단                | 시즌      | 리그              | 리그 | 리그 | 컵   | 컵 | 대륙 | 대륙 | 기타 | 기타 |
| 구단                | 시즌      | 리그명            | 출장 | 골   | 출장 | 골 | 출장 | 골   | 출장 | 골   |
| ------------------- | --------- | ----------------- | ---- | ---- | ---- | -- | ---- | ---- | ---- | ---- |
| 벨레스 사르스피엘드 | 1967–68   | 프리메라 디비시온 | 3    | 0    | —    | —  | —    | —    | 3    | 0    |
| 벨레스 사르스피엘드 | 1968–69   | 프리메라 디비시온 | 18   | 9    | —    | —  | —    | —    | 18   | 9    |
| 벨레스 사르스피엘드 | 1969–70   | 프리메라 디비시온 | 27   | 17   | —    | —  | —    | —    | 27   | 17   |
| 벨레스 사르스피엘드 | 1970–71   | 프리메라 디비시온 | 23   | 20   | —    | —  | —    | —    | 23   | 20   |
| 벨레스 사르스피엘드 | 1971–72   | 프리메라 디비시온 | 46   | 42   | —    | —  | —    | —    | 46   | 42   |
| 벨레스 사르스피엘드 | 1972–73   | 프리메라 디비시온 | 37   | 27   | —    | —  | —    | —    | 37   | 27   |
| 벨레스 사르스피엘드 | 1973–74   | 프리메라 디비시온 | 11   | 6    | —    | —  | —    | —    | 11   | 6    |
| 벨레스 사르스피엘드 | 합계      | 합계              | 165  | 121  | —    | —  | —    | —    | 165  | 121  |
| 랭스                | 1973–74   | 디비시옹 1        | 33   | 30   | 8    | 8  | —    | —    | 41   | 38   |
| 랭스                | 1974–75   | 디비시옹 1        | 16   | 15   | —    | —  | —    | —    | 16   | 15   |
| 랭스                | 1975–76   | 디비시옹 1        | 38   | 34   | 5    | 5  | —    | —    | 43   | 39   |
| 랭스                | 1976–77   | 디비시옹 1        | 37   | 28   | 7    | 10 | —    | —    | 44   | 38   |
| 랭스                | 합계      | 합계              | 124  | 107  | 20   | 23 | —    | —    | 144  | 130  |
| 파리 생제르맹       | 1977–78   | 디비시옹 1        | 38   | 37   | 3    | 2  | —    | —    | 41   | 39   |
| 파리 생제르맹       | 1978–79   | 디비시옹 1        | 36   | 27   | 3    | 5  | —    | —    | 39   | 32   |
| 파리 생제르맹       | 합계      | 합계              | 74   | 64   | 6    | 7  | —    | —    | 80   | 71   |
| 스트라스부르        | 1979–80   | 디비시옹 1        | 22   | 8    | —    | —  | 3    | 3    | 25   | 11   |
| 스트라스부르        | 합계      | 합계              | 22   | 8    | —    | —  | 3    | 3    | 25   | 11   |
| 벨레스 사르스피엘드 | 1980–81   | 프리메라 디비시온 | 9    | 5    | —    | —  | —    | —    | 9    | 5    |
| 벨레스 사르스피엘드 | 1981–82   | 프리메라 디비시온 | 44   | 21   | —    | —  | —    | —    | 44   | 21   |
| 벨레스 사르스피엘드 | 1982–83   | 프리메라 디비시온 | 50   | 29   | —    | —  | —    | —    | 50   | 29   |
| 벨레스 사르스피엘드 | 1983–84   | 프리메라 디비시온 | 39   | 24   | —    | —  | —    | —    | 39   | 24   |
| 벨레스 사르스피엘드 | 1984–85   | 프리메라 디비시온 | 17   | 6    | —    | —  | —    | —    | 17   | 6    |
| 벨레스 사르스피엘드 | 합계      | 합계              | 159  | 85   | —    | —  | —    | —    | 159  | 85   |
| 랭스                | 1984–85   | 디비시옹 2        | 18   | 8    | —    | —  | —    | —    | 18   | 8    |
| 랭스                | 합계      | 합계              | 18   | 8    | —    | —  | —    | —    | 18   | 8    |
| 경력 합계           | 경력 합계 | 경력 합계         | 562  | 393  | 26   | 30 | 3    | 3    | 591  | 426  |

### 감독
| 구단                | 취임           | 해임             | 기록 | 기록 | 기록 | 기록 | 기록 |
| 구단                | 취임           | 해임             | 전   | 승   | 무   | 패   | 율 % |
| ------------------- | -------------- | ---------------- | ---- | ---- | ---- | ---- | ---- |
| 랭스                | 1985년 7월 1일 | 1988년 6월 30일  | 114  | 53   | 27   | 34   | 46.5 |
| 니스                | 1989년 7월 1일 | 1990년 6월 30일  | 38   | 9    | 13   | 16   | 23.7 |
| 벨레스 사르스피엘드 | 1993년 7월 1일 | 1996년 6월 30일  | 129  | 63   | 39   | 27   | 48.8 |
| 로마                | 1996년 7월 1일 | 1997년 4월 7일   | 31   | 12   | 9    | 10   | 38.7 |
| 보카 주니어스       | 1998년 7월 9일 | 2001년 12월 31일 | 159  | 89   | 47   | 23   | 56.0 |
| 보카 주니어스       | 2003년 1월 1일 | 2004년 7월 4일   | 83   | 48   | 20   | 15   | 57.8 |
| 아틀레티코 마드리드 | 2005년 7월 1일 | 2006년 1월 12일  | 21   | 6    | 8    | 7    | 28.6 |
| 보카 주니어스       | 2013년 1월 1일 | 2014년 8월 28일  | 53   | 22   | 13   | 18   | 41.5 |
| 합계                | 합계           | 합계             | 628  | 302  | 176  | 150  | 48.1 |

## 수상

### 선수
벨레스 사르스피엘드
- 아르헨티나 프리메라 디비시온: 전국 1968

### 감독
벨레스 사르스피엘드
- 아르헨티나 프리메라 디비시온: 1993 클라우수라, 1995 아페르투라, 그리고 1996 클라우수라
- 코파 리베르타도레스: 1994
- 인터콘티넨털컵: 1994
- 코파 인테르아메리카나: 1994

보카 주니어스
- 아르헨티나 프리메라 디비시온: 1998 아페르투라, 1999 클라우수라, 2000 아페르투라, 2003 아페르투라
- 코파 리베르타도레스: 2000, 2001, 2003
- 인터콘티넨털컵: 2000, 2003

### 개인
- 아르헨티나 프리메라 디비시온 득점왕: 1970, 1971, 1981
- 디비시옹 1 득점왕: 1973–74, 1975–76, 1976–77, 1977–78, 1978–79
- 남아메리카 올해의 축구 감독: 1994, 1998, 2000, 2001, 2003
- IFFHS 올해의 클럽 감독: 2000, 2003